# Åke Almquist
Åke Almquist, född 28 augusti 1913, död 13 oktober 1991, var en svensk trumpetare.
Almquist studerade vid Stockholms musikkonservatorium 1934–1937 och var anställd i Göteborgs orkesterförening 1937–1941 och solotrumpetare i Stockholms filharmoniska orkester 1942–1979. Han var lärare vid Kungliga Musikhögskolan 1963–1976,  invaldes som ledamot 773 av Kungliga Musikaliska Akademien den 24 februari 1972 och var ledamot av akademiens styrelse 1964–1971.